# Teresa Moure
María Teresa Moure Pereiro (Monforte de Lemos, 1969) es una escritora en lengua gallega.
Es doctora en Lingüística y ejerce la docencia en las facultades de Filosofía y Filología de la Universidad de Santiago de Compostela. Ganó el Premio Lueiro Rey de novela corta en 2004 y el Premio Arzobispo San Clemente por la novela A xeira das árbores (Sotelo Blanco, 2004), además del Premio Ramón Piñeiro de Ensayo en 2004 por Outro idioma é posible (Galaxia, 2005), el Premio Xerais de novela, el Premio Aelg y el Premio de la Crítica de narrativa gallega por Herba Moura y el Premio Rafael Dieste de teatro en 2007 por su obra Unha primavera para Aldara.

## Obras
- La alternativa no discreta en lingüística : una perspectiva histórica y metodológica (1997).
- Universales del lenguaje y linguo-diversidad (2001).
- La lingüística en el conjunto del conocimiento : una mirada crítica (2002).

- A xeira das árbores (2004). Novela. Sotelo Blanco Edicións. Traducida al español, italiano.
- Outro idioma é posible : na procura dunha lingua para a humanidade (2005). Ensayo. Premio Ramón Piñeiro de ensayo. Editorial Galaxia.
- A palabra das fillas de Eva (2005). Ensayo. Editorial Galaxia. Finalista del Premio Ramón Piñeiro de ensayo. Traducida al español.
- Herba moura (2005). Novela. Edicións Xerais. Traducida al catalán, español, rumano, italiano, portugués y neerlandés.
- Benquerida catástrofe. Novela. Edicións Xerais. (2007). Traducida al español.
- Unha primavera para Aldara. Teatro. Premio Rafael Dieste de teatro. Premio María Casares de teatro.
- A casa dos Lucarios. Novela. Edicións Xerais.
- O natural e político. Ensayo. Edicións Xerais. (2008).
- Eu também son fonte. Album ilustrado. Galaxia. Traducido al español.
- Mamá, ti sí que me entendes!. Album ilustrado. Editorial Galaxia.
- Ecolingüística. Entre a ciencia y a ética. Ensayo. Universidade da Coruña. 2011.
- Cínicas. Teatro. Arquivo Pillado Mayor. Universidade da Coruña.
- A intervención (2010). Novela. Edicións Xerais. Traducida al español.
- "Queer-emos un mundo novo". Ensayo. (2012). Premio Ramón piñeiro de ensayo. Editorial galaxia.
- "Uma mãe tão punk". Novela. Chiado Editora. (2014). Traducida al español.
- Eu violei o lobo feroz. Poesia. Através editora. 2013
- Politicamente incorreta. Ensayo. Através editora. 2015.
- "Ostrácia". Novela Através Editora. (2015).
- Bolcheviques: 1917-2017 / Bolxeviques: 1917-2017, coord. Através editora/Xerais. 2016.